# Władimir Szczuko
Władimir Aleksiejewicz Szczuko (ros. Владимир Алексеевич Щуко, ur. 17 lipca 1878 w Berlinie, zm. 18 stycznia 1939 w Moskwie) – rosyjski i radziecki architekt, projektant teatrów.

## Życiorys
Studiował w Petersburgu, w 1911 został akademikiem architektury. Łączył styl klasycznej architektury z poszukiwaniami prostych, lakonicznych form, organicznie powiązanych z nowymi typami budynków użyteczności publicznej i nową techniką. Projektował domy w Piotrogrodzie, w 1911 zbudował rosyjski pawilon na wystawie międzynarodowej w Rzymie. Po rewolucji tworzył duże projekty, często wraz z Władimirem Gelfrejchem. W 1926 stworzył architektoniczną część pomnika Lenina przy Dworcu Fińskim w Leningradzie, 1930-1935 pracował nad teatrem dramatycznym im. Gorkiego w Rostowie nad Donem, 1928-1940 nad nowym budynkiem Biblioteki ZSRR im. Lenina, 1936-1938 - Wielkim Mostem Kamiennym, od 1937 - socrealistycznym Pałacem Rad (wraz z Borisem Iofanem i Władimirem Gelfrejchem), a w 1939 głównym pawilonem Wszechzwiązkowej Wystawy Rolniczej w Moskwie, 1932-1939 tworzył dom władz Abchaskiej ASRR w Suchumi, a 1936-1937 współtworzył wiadukt w Soczi. W ostatnich latach życia opracowywał projekt stacji metra "Elektrozawodskaja" (wraz z Gelfrejchem i Rożynem) uruchomionej w 1944. Występował również jako artysta teatralny, poza tym tworzył rysunki i akwarele. Został pochowany na Cmentarzu Nowodziewiczym.